# دنهلم، کبک
دنهلم (به فرانسوی: Denholm) شهری در منطقه شهری لا وله-دو-لا-گاتینو ناحیه اوتاوه در استان کبک کانادا است. در سرشماری سال ۲۰۱۱ این شهر ۵۴۸ نفر جمعیت داشته‌است و مساحت آن ۱۹۱٫۶۵ کیلومتر مربع است.